# Ballao
Ballao (sardinski: Ballàu) je grad i općina (comune) u pokrajini Južnoj Sardiniji u regiji Sardiniji, Italija. Nalazi se na nadmorskoj visini od 98 metara i ima populaciju od 812 stanovnika.
 Prostire se na teritoriju od 46,63 km2. Gustoća naseljenosti je 17 st/km2.
Susjedne općine su: Armungia, Escalaplano, Goni, Perdasdefogu, San Nicolò Gerrei, Silius i Villaputzu.